# Red Ace Squadron
Red Ace Squadron é um simulador de voo amador, com temática da Primeira Guerra Mundial, desenvolvido e publicado pela Small Rockets em 2001. Há também uma versão melhorada chamada Red Ace Squadron Pro. É uma sequência para o jogo Master of the Skies: The Red Ace. O jogo é compatível com sistemas Windows de 32 bits a partir do Windows 95b e até o Windows XP, apesar de, às vezes, ser possível executá-lo em um sistema operacional de 64 bits (embora com problemas ocasionais de gráficos e estabilidade).

## Jogabilidade
O jogo se passa na Primeira Guerra Mundial. Há 21 missões no total, com 10 tendo o jogador lutando do lado alemão e 10 ao lado da Entente. Uma missão secreta é também desbloqueável. Completar todas as missões da campanha vai desbloquear o modo Mestre, no qual o jogador enfrenta uma maior dificuldade e quantidade de inimigos.
O jogo possui 11 tipos de aviões. Cada facção tem 4 tipos de aviões que podem ser controlados pelo jogador, com o lado dos Aliados ostentando o Airco DH.2, o Sopwith Camel, o SPAD S. XIII, e o Nieuport 17, enquanto o lado alemão tem o Halberstadt CL.II, o Junkers D. I, o Gotha, G. V e o Fokker Dr. I. Existem 3 tipos de aeronaves no jogo que o jogador não é capaz de controlar, esses sendo o Albatros D. III, o Handley Page Type O e o Bristol Scout.
Há muitos tipos diferentes de missões, incluindo a escolta de unidades aliadas, o bombardeio de comboios e fábricas, batalhas aéreas e assim por diante.

## Versão Pro
A versão Pro do Red Ace Squadron foi lançada depois de um ano de desenvolvimento, buscando melhorar os pontos criticados por jogadores e implementar algumas melhorias sugeridas por eles. As principais atualizações na versão Pro são velocidades de carregamento melhoradas, ligações de teclas atualizadas para lidar com o sistema do Windows XP de 'teclas grudentas' e documentação melhorada. O modo de um jogador agora tem 4 níveis de dificuldade para serem escolhidos, enquanto o modo de multijogador viu muitas novas funcionalidades, tais como:
- Os arquivos são comparados com os do servidor para impedir hacks
- Servidores podem ter um nome e um título para o tipo de jogo
- Servidores são configuráveis a partir de dentro do programa de servidor
- Servidores podem ser protegidos por uma senha
- Configuração para objetos coletáveis
  - Ativar e desativá-los
  - Alterar a frequência de aparecimento dos coletáveis
  - Alterar a potência de aparecimento dos coletáveis
  - Coletáveis podem ser dados aos jogadores assim que adentram um servidor
- Melhor integração com GameSpy
  - Mostra corretamente a quantidade de jogadores/jogadores ativos/tipo de jogo/nome
- Características do modo de jogo mostradas durante a partida
- Mudança de visibilidade dos aviões no mapa com 5 modos diferentes
- Escolha o mapa em que o jogo vai começar
- Controle de versão para impedir confrontos entre diferentes versões de servidores e clientes
- Possibilidade de configurar a quantidade de jogadores que podem entrar um servidor
  - Jogos na Internet agora podem ter até 8 jogadores
- Um servidor pode exibir seu Endereço IP

## Proposta de sequência
Jonathan Small, o criador do jogo, havia planejado lançar a sequência para Red Ace Squadron em 2008, mas a data de lançamento foi adiada. O jogo teria incluido um novo motor de gráficos, um modo multi-jogador, assim como mapas maiores e mais detalhados. Ele também iria provavelmente ser projetado para funcionar no Windows 7. Como de costume, o jogo seria definido na Primeira Guerra Mundial. Com o fechamento da empresa Small Rockets em 2012, o estado de desenvolvimento do jogo é desconhecido, mas presume-se que esteja interrompido.
Paralelamente a Red Ace Squadron 2, uma segunda atualização para o jogo original estava sendo desenvolvida, chamada de Red Ace Squadron Pro2. Como a atualização original, ela seria uma melhoria guiada pela comunidade.